# Solsystem

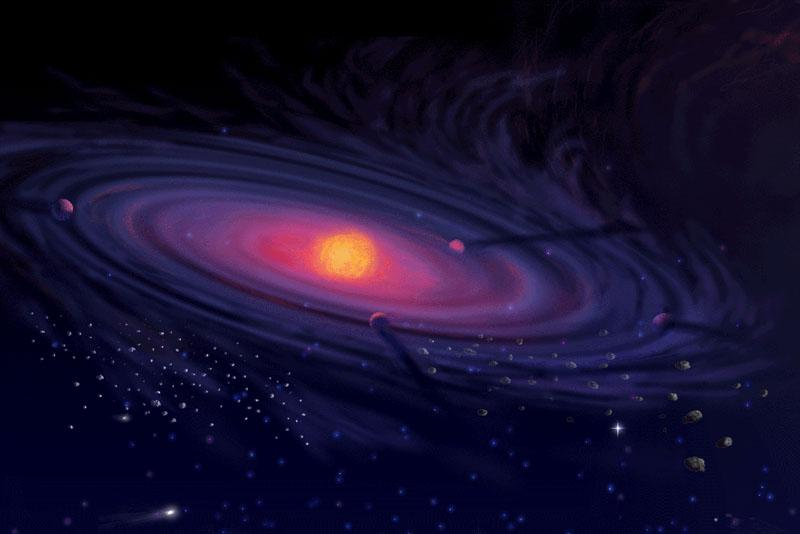
En konstnärs uppfattning av en protoplanetär skiva

Även solen rör sig, när planeten cirkulerar kring den.

Ett solsystem eller planetsystem är en eller flera stjärnor (solar) med en eller flera planeter och andra mindre kroppar (såsom asteroider, meteoroider, kometer och månar kring planeter) som kretsar kring denna eller dessa.
Under senare år har man i jordens närhet upptäckt ett hundratal stjärnor som utför rörelser som enklast förklaras av att stjärnan har en eller flera större planeter i sin närhet. Fram till den 10 december 2024 har 7367 planeter utanför vårt solsystem, så kallade exoplaneter, identifierats.
Det förmodas att de allra flesta stjärnor i Vintergatan och i övriga galaxer omges av planeter. Man har dock hittills gjort antagandet att det är svårare för jordlika planeter att bildas i stjärnsystem som består av mer än en stjärna. Man tror också att eventuella planeter i sådana system troligen har så oregelbundna banor att klimatet blir för instabilt för avancerade livsformer.
Vårt solsystem kallas i dagligt tal för solsystemet, bestående av de jordlika planeterna Merkurius, Venus, jorden och Mars samt jätteplaneterna Jupiter, Saturnus, Uranus och Neptunus, därjämte otaliga andra mindre objekt, främst i asteroidbältet mellan Mars och Jupiter, i Kuiperbältet utanför Neptunus och i Oorts kometmoln vid gränsen mot den interstellära rymden. Pluto, det först upptäckta objektet i Kuiperbältet, har tidigare också räknats som planet. Efter upptäckten av flera Kuiperobjekt i ungefär samma storlek, som inte heller har rensat sin bana runt solen från material, bestämdes det år 2006 att Pluto skulle klassas som en dvärgplanet.

## Skapelse och utveckling

### Skapelse
Den nebulära hypotesen, den rådande teorin kring solsystems uppkomst, innebär att det från början existerar ett tjockt moln av interstellärt damm och gas. Detta moln kollapsar sedan, möjligtvis på grund av en närliggande supernova. Denna kollaps skapar sedan en så kallad solnebulosa. Denna är enligt teorin som en roterande skiva, uppbyggd av en mängd materia. Denna materia dras av gravitationen in till mitten av nebulosan tills trycket blir så högt att väteatomer kombineras till heliumatomer. Under denna process släpps en enorm mängd energi lös och en stjärna har bildats. Processen har döpts till stjärnbildning.
Materian som är längre bort från kärnan av disken bildar sedan en så kallad protoplanetär skiva som roterar runt den nybildade stjärnan. Bland denna materia bildas klumpar som kolliderar och blir större. När de blir tillräckligt stora för att gravitationen ska göra dem sfäriska, bildar de planeter, dvärgplaneter och månar. Den överblivna materian bildar istället saker som exempelvis asteroider.

### Utveckling
Först trodde man att planeter skapades och formades i eller nära sina nuvarande omloppsbanor. På senare tid har man dock gått från detta till en annan modell som innebär att solsystemen utvecklas och ändras under tiden som går. Från början finns det ett stort antal så kallade planetembryon. Dessa dras till varandra på grund av gravitation och kolliderar till slut. På så sätt utvecklas dessa embryon till så kallade markbundna planeter.
Ett problem med denna modell är att den inte kan förklara hur dessa planeter kunde gå från att som protoplanetära skivor ha väldigt irreguljära omloppsbanor till att sedan som planeter ha förvånansvärt regelbundna sådana som nästan skulle kunna beskrivas som cirkulära.

## Komponenter
Ett solsystem är en konstellation av samhörande himlakroppar som utgör komponenter i denna konstellation. Dessa komponenter är olika för varje enskilt solsystem, men kan översiktligt kategoriseras till ett antal grupper.

### Stjärnor
Varje solsystem innehåller åtminstone en stjärna, men ofta fler än en. En väldigt stor andel av alla stjärnor i universum är komponenter i ett så kallat flerstjärnesystem, alltså ett solsystem som innehåller två eller fler stjärnor. Stjärnor finns i en mängd olika former, exempelvis röda jättar eller blå dvärgar. Stjärnorna i solsystemen utgör ofta en väldigt stor andel av solsystemets totala massa. Exempelvis utgör vår sol mer än 99% av vårt solsystems totala massa. Det är även runt stjärnan/stjärnorna de andra himlakropparna cirkulerar.

### Planeter
Runt stjärnan eller stjärnorna i solsystemen, cirkulerar planeter. Planeter är sedan 2006 definierade som himlakroppar som cirkulerar runt en eller flera stjärnor, har tillräckligt hög massa för att bli sfäriska på grund av sin egen gravitation, och “dominerar” sin närhet och omloppsbana. Nästan alla stjärnor har åtminstone en planet som cirkulerar runt dem, men det finns även många planeter som inte är bundna till någon stjärna alls. Dessa planeter kallas fria planeter eller interstellära planeter och tros ha skickats ut ur sina ursprungliga solsystem efter att de skapats. Exempel på planeter i vårt solsystem är jorden, Mars och Venus.

### Cirkumstellära skivor
Cirkumstellära skivor är gruppnamnet för en rad olika typer av material i en ringformad ansamling som bildats runt stjärnor. De kan vara gjorda av saker som gas, stoft, asteroider, och så vidare. Exempel på detta är asteroidbältet i vårt solsystem.

### Kometer
Kometer är mindre massor inom ett solsystem som har omloppsbanor runt solsystemets stjärna. Kometkärnorna är uppbyggda av en lös samling av material som is, sten och stoft. När kometerna kommer tillräckligt nära stjärnan de kretsar runt, blir deras kometkärnor prickade av solstrålning som framkallar en reaktion som leder till att kometerna får en svans eller en koma som är en slags nebulosisk utveckling kring kometkärnan.

## Zoner

### Den beboeliga zonen
Den orbitalregionen runt en stjärna där en jordliknande planet skulle kunna inneha flytande vatten på ytan och därmed möjligen kunna stödja liv, kallas för den beboeliga zonen i det solsystemet. Det får alltså inte vara så nära stjärnan att vattnet på ytan skulle förångas eller för långt bort så det skulle frysa. Det är en användbar, men optimistisk definition då en planets yttemperatur inte bara beror på dess avstånd från sin stjärna, utan även andra saker som exempelvis planetens reflektivitet. Denna zons gränser flyttar på sig allt eftersom solsystemets stjärna blir varmare eller kallare. Om man räknar med den orbitalregionen där vatten inte är flytande på ytan av planeten, men under ytan, ökar den beboeliga zonens storlek med minst 10 gånger sin förra storlek. Skulle man räkna med den zon där vatten skulle kunna vara flytande vid 10 kilometer under planetens yta hos en jordliknande planet, skulle den beboeliga zonen för jordliknande planeter bli 14 gånger bredare.

### Venuszonen
Venuszonen är den orbitalregion där en jordliknande planet skulle ha en skenande växthuseffekt. Denna zon ligger alltså mellan stjärnan och den beboeliga zonen. Den inre gränsen för zonen ligger där planetens atmosfär skulle brinna upp och den yttre ligger där vatten inte längre förångas från en jordliknande planets yta på grund av dess avstånd till solen. Exempel på en planet i Venuszonen är Venus. Även här spelar andra saker än distans till stjärnan roll i hur zonen ser ut. Exempelvis planeternas storlek, stjärnans storlek och även stjärnans typ.